# 孙致弥

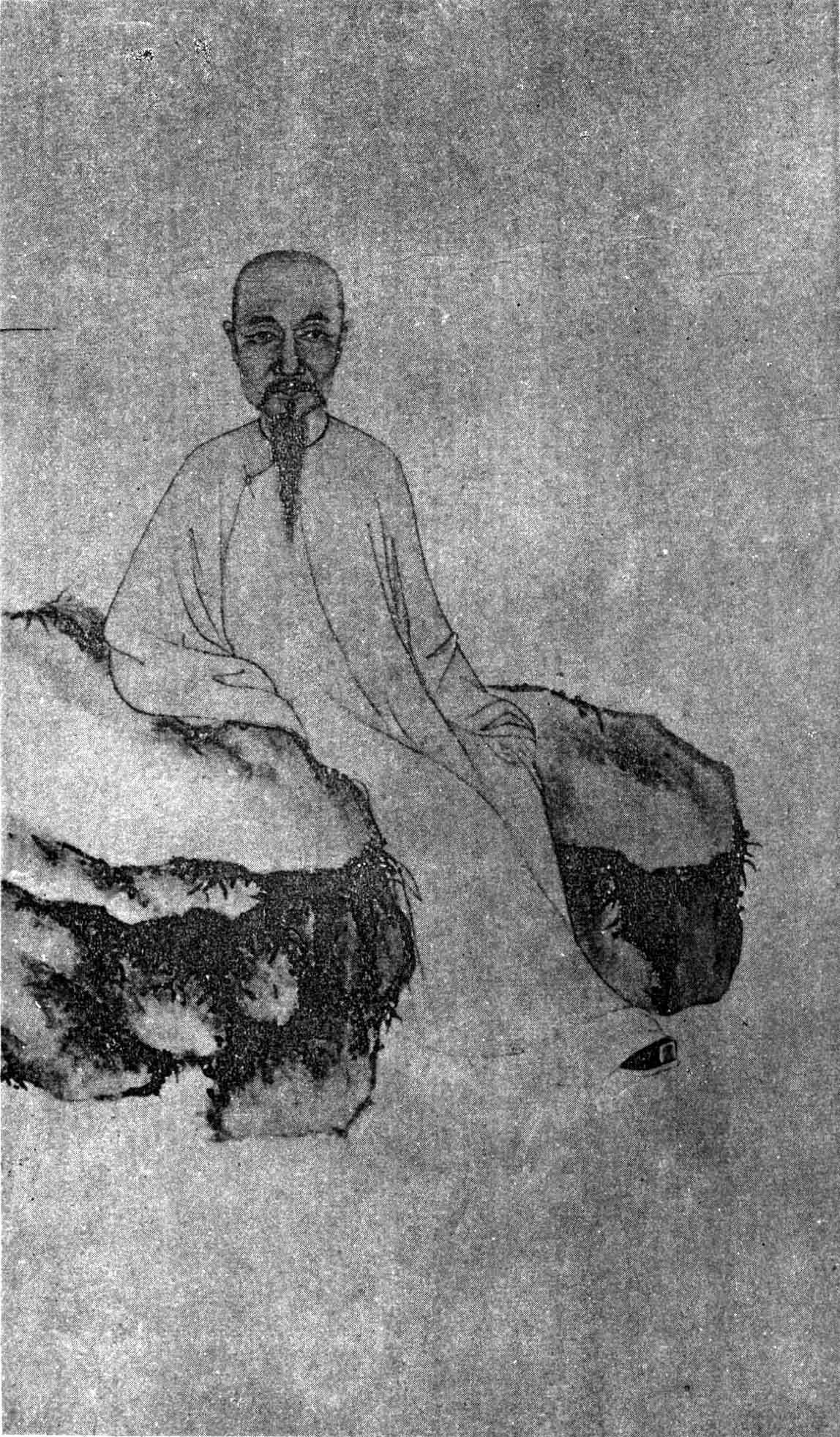
《清代学者象传》第一集之孫致彌像

孫致彌（?—?），字愷似，號松坪，江南苏州府嘉定县人。

## 生平
約康熙年間在世。康熙初年（1662年）召试称旨。康熙二十七年（1688年）进士，改翰林院庶吉士。官至侍读学士。阮葵生《茶余客话》記冯班愛讀孙致弥的诗。一日，在孙致弥的诗集上题诗：“蠶吐五采，雙雙玉童，樹覆寶蓋，清談梵宮。”。著有《杕左棠集》6卷、《杕左棠续集》3卷和《杕左棠词》4卷。